# Charles Bassett
Charles Arthur „Charlie“ Bassett II (* 30. Dezember 1931 in Dayton, Ohio; † 28. Februar 1966 in St. Louis, Missouri) war ein US-amerikanischer Astronaut, der noch vor seinem ersten Raumflug mit Gemini 9 bei einem Flugzeugabsturz ums Leben kam.
Bassett besuchte von 1950 bis 1952 die Ohio State University und von 1958 bis 1960 das Texas Technological College, die heutige Texas Tech University. Dort erhielt er 1960 einen Bachelor in Elektrotechnik. Er absolvierte noch ein Aufbaustudium an der University of Southern California.
Bassett war Pilot bei der United States Air Force. Als Testpilot auf der Edwards Air Force Base in Kalifornien erwarb er eine sehr große Flugerfahrung.

## Astronautentätigkeit
Bassett wurde mit der dritten Astronautengruppe der NASA im Oktober 1963 ausgewählt. Zusätzlich zu seiner Astronautenausbildung war er auch für das Training an den Simulatoren verantwortlich.
Am 8. November 1965 wurde er als Pilot der geplanten Gemini-9-Mission bestimmt. Als sein Kommandant war Elliot See nominiert.
Während der Flüge von Gemini 6 und Gemini 7 im Dezember 1965 diente er als Verbindungssprecher (Capcom) von der Flugleitzentrale in Houston aus.

## Tödlicher Unfall
Am 28. Februar 1966 flogen die Haupt- und die Ersatzmannschaft von Gemini 9 in zwei T-38 Talon nach St. Louis zu McDonnell, dem Hersteller der Gemini-Raumschiffe. Elliot See steuerte das führende Flugzeug mit Bassett als Kopilot. Bei schlechter Sicht verfehlte See die Landebahn des Flughafens St. Louis, nach einer in niedriger Höhe absolvierten Platzrunde streifte er das Dach des Gebäudes 101 der McDonnell Corp. und es kam zum Absturz. See und Bassett waren sofort tot. In dem Gebäude 101 befanden sich u. a. die Raumschiffe für die Missionen Gemini 9 und Gemini 10.
Charles Bassett hinterließ seine Frau und zwei Kinder. Er wurde auf dem Nationalfriedhof Arlington beigesetzt. Sein Name ist auf der Metallplatte des Fallen Astronaut, des einzigen Kunstwerks auf dem Mond, aufgeführt.